# توماس هنتر
توماس هنتر (بالإنجليزية: Thomas Hunter)‏‏ (19 ديسمبر 1932 – 27 ديسمبر 2017) هو ممثل، وكاتب سيناريو، وممثل تلفزيوني، من الولايات المتحدة الأمريكية، ولد في سافانا.

## الخدمة العسكرية
خدم في قوات مشاة بحرية الولايات المتحدة.

## وصلات خارجية
- توماس هنتر على موقع IMDb (الإنجليزية)
- توماس هنتر على موقع روتن توميتوز (الإنجليزية)
- توماس هنتر على موقع قاعدة بيانات الأفلام السويدية (السويدية)
- توماس هنتر على موقع قاعدة بيانات الفيلم (الإنجليزية)